# Reimarochloa oligostachya
Reimarochloa oligostachya är en gräsart som först beskrevs av William Munro, och fick sitt nu gällande namn av Albert Spear Hitchcock. Reimarochloa oligostachya ingår i släktet Reimarochloa och familjen gräs. Inga underarter finns listade i Catalogue of Life.